# طالبان باكستان
طالبان باكستان (بالأردية: تحريک طالبان پاکستان)، هي جماعة طلابية إسلاموية بشتونية مسلحة ومنظمة جامعة للعديد من الجماعات الطلابية المسلحة المتمركزة على طول خط ديورند. معظم جماعات طالبان في باكستان متحدة تحت مظلة جماعة حركة طالبان باكستان. في ديسمبر من عام 2007، اتحدت نحو 13 جماعة تحت قيادة بيت الله محسود لتشكّل حركة طالبان باكستان.
كانت المقاومة ضد دولة باكستان من بين الأهداف التي أعلنتها الحركة. وكان هدف الجماعة الإطاحة بحكومة باكستان من خلال شن حملة عسكرية ضد القوات المسلحة والدولة الباكستانية. تعتمد حركة طالبان باكستان على المناطق القبلية الخاضعة للإدارة الاتحادية على طول الحدود الأفغانية الباكستانية، التي تستمد منها مجنديها. تتلقى حركة طالبان باكستان إرشادًا أيديولوجيًا من تنظيم القاعدة وتحافظ على علاقاتها به، وهي جماعة تختلف عن جماعة طالبان الرئيسية الأفغانية، وعادة ما تعارضها.
قُتل العديد من المسلحين الذين كانوا ينتمون في الأصل إلى حركة طالبان باكستان نتيجة للعمليات العسكرية التي نفذها الجيش الباكستاني بهدف تدمير البنية التحتية لحركة طالبان باكستان وقاعدة دعمها في باكستان. وبالرغم من ذلك، فر بعض مقاتلي حركة طالبان باكستان إلى أفغانستان عبر المناطق غير الخاضعة للحكومة على الحدود الأفغانية والباكستانية. وفي أفغانستان انضم بعض مقاتلي حركة طالبان باكستان إلى تنظيم الدولة الإسلامية ولاية خراسان، في حين بقي آخرون جزءًا من حركة طالبان باكستان. وفقًا لتقرير لوزارة الدفاع الأمريكية، ثمة بين 3000 و4000 مقاتل من حركة طالبان باكستان في أفغانستان حتى عام 2019.
في عام 2020، بعد سنوات من الانقسام والاقتتال الداخلي، شهدت حركة طالبان باكستان في ظل قيادة نور والي محسود إعادة تنظيم وإعادة توحيد. وبين شهري يوليو ونوفمبر من عام 2020، اندمجت جماعة أمجد فاروقي، أحد فصائل لشكر جهنكوي التابعة لجماعة موسى شهيد كروان، وفصائل محسود التابعة لحركة طالبان باكستان، محمد طالبان وباجاور طالبان وجماعة الأحرار وحزب الأحرار مع حركة طالبان باكستان. أدت إعادة التنظيم هذه إلى جعل حركة طالبان باكستان أكثر قوة وإلى شنها المزيد من الهجمات.

## التاريخ

### جذور الحركة وتطورها
تعود جذور حركة طالبان باكستان كمنظمة إلى عام 2002 حين شن الجيش الباكستاني عمليات توغل في المناطق القبلية لمحاربة المسلحين الأجانب (أفغان وعرب ووسط آسيويين) الفارين من الحرب في أفغانستان إلى المناطق القبلية المجاورة في باكستان. يوضح مقال نشرته هيئة الإذاعة البريطانية في عام 2004 ما يلي:
كان الهجوم العسكري جزءًا من الحرب الشاملة ضد تنظيم القاعدة. منذ بدء العملية، أكدت السلطات العسكرية [الباكستانية] بشكل جازم وجود عدد كبير من المقاتلين الأوزبك والشيشان والعرب في المنطقة. وفي شهر يوليو من عام 2002، دخلت القوات الباكستانية، للمرة الأولى خلال 55 عامًا، وادي تيراه (منطقة أوراكزاي) في منطقة خيبر القبلية. وسرعان ما وصلوا إلى وادي شوال في شمال وزيرستان، ولاحقًا في جنوب وزيرستان. أصبح هذا ممكنًا بعد مفاوضات طويلة مع مختلف القبائل، التي وافقت على مضض على السماح بوجود الجيش على ضمان أنه سيوفر المال وأعمال التنمية. ولكن بمجرد بدء العمل العسكري في جنوب وزيرستان، اعتبرته عدد من القبائل الفرعية محاولة لإخضاعها. باءت محاولات إقناعهم بتسليم المسلحين الأجانب بالفشل، ومع سوء التعامل الواضح من قبل السلطات، تحولت الحملة الأمنية ضد مسلحي القاعدة المشتبه بهم إلى حرب غير معلنة بين الجيش الباكستاني ورجال القبائل المتمردين.
العديد من قادة حركة طالبان باكستان هم من المحاربين القدامى في القتال في أفغانستان وكانوا قد أيدوا القتال ضد قوات المساعدة الدولية لإرساء الأمن في أفغانستان بقيادة حلف شمال الأطلسي عبر تقديم المحاربين وتدريبهم وتوفير الإمدادات العسكرية. وفي عام 2004، أسست المجموعات القبلية، التي ستشكل كما هو موضح أعلاه حركة طالبان باكستان، سلطتها فعليًا في المناطق القبلية الخاضعة للإدارة الاتحادية عن طريق المشاركة في الهجمات العسكرية وإقامة مفاوضات مع إسلام آباد في الوقت ذاته. بحلول تلك الفترة، كان المقاتلون قد قتلوا نحو 200 من شيوخ القبائل المتناحرين في الإقليم لتعزيز سيطرتهم. يستشهد العديد من المحللين الباكستانيين أيضًا ببدء الضربات الصاروخية الأمريكية في المناطق القبلية الخاضعة للإدارة الاتحادية كعامل محفز في صعود التشدد القبلي في المنطقة. وبشكل أكثر تحديدًا، حددوا نقطة التحول الهجوم الذي شُن في عام 2006 على المدرسة الإسلامية في باجاور التي كانت تديرها حركة تطبيق الشريعة المحمدية.
في شهر ديسمبر من عام 2007، أُعلن رسميًا عن وجود حركة طالبان باكستان بقيادة بيت الله محسود. وتشكلت الحركة ردًا على العملية العسكرية الباكستانية ضد مقاتلي تنظيم القاعدة في المناطق القبلية الخاضعة للإدارة الاتحادية.
في 25 أغسطس من عام 2008، حظرت باكستان الجماعة وجمدت أرصدتها المصرفية وأصولها ومنعتها من الظهور في وسائل الإعلام. وأعلنت الحكومة أيضًا أنها ستمنح مكافآت مقابل تسليم القادة البارزين لقادة حركة طالبان باكستان.
في أواخر ديسمبر من عام 2008 ومطلع يناير من عام 2009، أرسل الملا عمر وفدًا برئاسة المعتقل السابق في غوانتانامو الملا عبد القيوم ذاكر لإقناع القادة البارزين لحركة طالبان باكستان بتنحية خلافاتهم جانبًا ومساعدة حركة طالبان الأفغانية في محاربة الوجود الأمريكي في أفغانستان. في فبراير وافق بيت الله محسود وحفيظ غول باهادور وماولافي نظير وشكلوا شورى اتحادول مجاهدين والتي تُرجمت حرفيًا أيضًا باسم شورى اتحاد المجاهدين وتُرجمت إلى الإنجليزية باسم مجلس المجاهدين المتحدين. وفي بيان مكتوب وُزع في كتيب من صفحة واحدة باللغة الأدرية، أكد الثلاثة أنهم سينحون خلافاتهم جانبًا بهدف محاربة القوات التي تقودها الولايات المتحدة وأكدوا ولاءهم للملا عمر ولأسامة بن لادن. وعلى الرغم من ذلك، لم يدم شورى اتحاد المجاهدين لفترة طويلة وانهار بعد فترة قصيرة من إعلان قيامه.

### تهديدات خارج حدود باكستان
أشار قاري حسين أحمد في فيديو مسجل في أبريل من عام 2010 إلى أن حركة طالبان باكستان ستجعل من مدن الولايات المتحدة «هدفًا رئيسيًا» ردًا على هجمات نفذتها طائرات أمريكية دون طيار ضد قادة حركة طالبان باكستان. أعلنت حركة طالبان باكستان مسؤوليتها عن الهجوم الانتحاري على منشآت أمريكية تابعة لوكالة الاستخبارات المركزية في كامب تشابمان في أفغانستان في عام 2009، وأيضًا مسؤوليتها عن محاولة التفجير في تايمز سكوير في مايو من عام 2010.
في يوليو من عام 2012، هددت حركة طالبان باكستان بشن هجمات على ميانمار في ضوء أحداث العنف الطائفي ضد مسلمي الروهينغا في ولاية راخين. وطالب المتحدث باسم حركة طالبان الباكستانية، إحسان الله، الحكومة الباكستانية بقطع علاقاتها مع ميانمار وإغلاق السفارة البورمية في إسلام آباد، وحذر من هجمات ضد المصالح البورمية إن لم يُتخذ أي إجراء. في حين كانت حركة طالبان باكستان تشن تمردًا في باكستان، كانت قدرتها على توسيع عملياتها لتشمل دولًا أخرى موضع تساؤل. وكانت هذه مناسبة نادرة حذرت فيها من وقوع أعمال عنف في دول أخرى.

### أزمة القيادة
في أغسطس من عام 2009، قتل بيت الله محسود في هجوم صاروخي نفذته طائرة أمريكية دون طيار مشتبه بها. وسرعان مع عقدت حركة طالبان باكستان مجلس شورى لتعيين خليفة له. أفادت مصادر حكومية أن قتالًا نشب خلال الشورى بين حكيم الله محسود وولي الرحمن محسود. وفي حين أفادت محطات إخبارية باكستانية أن حكيم الله قد قُتل خلال القتال، لم يكن بوسع وزير الداخلية رحمن مالك تأكيد نبأ وفاته. في 18 أغسطس، أعلن مسؤولون أمنيون باكستانيون اعتقال مولوي عمر، المتحدث الرئيسي باسم حركة طالبان باكستان. وتراجع عمر، الذي كان قد نفى وفاة بيت الله، عن تصريحاته السابقة وأكد وفاة القائد في الهجوم الصاروخي. واعترف أيضًا بوقوع اضطرابات بين قادة حركة طالبان باكستان في أعقاب مقتله.
بعد اعتقال عمر، أعلن مولانا فقير محمد لهيئة الإذاعة البريطانية أنه سيتولى قيادة حركة طالبان باكستان لفترة مؤقتة وأن مسلم خان سيكون المتحدث الرسمي باسم المنظمة. وأكد أيضًا أن بيت الله لم يُقتل، بل كانت صحته تشهد تدهورًا. وأوضح فقير أن القرارات المتعلقة بقيادة المنظمة الجامعة لن تؤخذ سوى بالتشاور والتوافق مع عدد من مختلف قادة حركة طالبان باكستان. وصرّح لهيئة الإذاعة البريطانية أنه «ثمة 32 عضوًا في مجمع قادة حركة طالبان باكستان وأنه لا يمكن اتخاذ قرارات هامة دون استشارتهم». وأفاد لوكالة فرانس بريس أن كلًا من حكيم الله محسود وولي الرحمن وافقا على تعيينه قائدًا مؤقتًا للجماعة المسلحة.

## القادة

### الحاليون
- مفتي نور محسود، الأمير الحالي لطالبان باكستان.[21]
- مفتي حظرات، الرجل الثاني ونائب الأمير في طالبان باكستان.[22]
- منجال باغ، زعيم جماعة لشكر إسلام (قتل مؤخراً).[23]
- عدنان راشد، قائد مجموعة أنصار الأسير التابعة لطالبان باكستان.[24]

### السابقون
- الملا فضل الله : زعيم طالبان السابق.
- حكيم الله محسود، الأمير الثاني[25] والقائد السابق لوكالات خيبر وكـُرَّم، واوركزائي[26]، جنوب وزيرستان [27]

القادة الإقليميون
- مولوي ناظر، جنوب وزيرستان (النصف الغربي)[28]
- حافظ گول بهادر، شمال وزيرستان[29]
- قاري حسين أحمد، كان مساعد بيت الله محسود[30]
- عمر خراساني، وكالة مهمند[31]
- ولي الرحمن محسود، جنوب وزيرستان[32]
- فقير محمد، وكالة باجور
- بيت الله محسود، جنوب وزيرستان[25][29] أول قائد ت.ط.پ، توفيَ في أغسطس 2009.
- قارئ زين الدين محسود جنوب وزيرستان[33]، توفي في 23 يونيو 2009.

### الناطقون باسم الحركة
الحالي
- مولانا محمد علي بالتي.

السابق
- إحسان الله إحسان، اعتُقل.
- مولوي عمر – مساعد مقرب لبيت الله محسود– ألقي القبض عليه في 18 أغسطس 2009[34]
- مسلم خان – ألقي القبض عليه في 11 سبتمبر 2009[35]

## مواضيع ذات صلة
- أسامة بن لادن.
- ملا محمد عمر.
- القاعدة.
- طالبان.
- سلفية جهادية.
- ملالا يوسف زي.